# F-117A Nighthawk Stealth Fighter 2.0
F-117A Nighthawk Stealth Fighter 2.0 est un jeu vidéo de simulation de vol de combat conçu par Jeff Briggs et publié par MicroProse en 1991 sur IBM PC, puis porté Amiga, Mac OS et PC-98. Le jeu fait suite à Project Stealth Fighter et à son remake F-19 Stealth Fighter, publié par MicroProse respectivement en 1987 et 1988 ,. Comme ses prédécesseurs, il se déroule dans le contexte de la guerre froide et met le joueur aux commandes d’un avion furtif au cours de missions se déroulant dans différentes régions du monde, dont la Colombie, le Panama, le Japon et l’Irak. Par rapport à ses prédécesseurs, il bénéficie de nouveaux graphismes plus détaillés, notamment dans la représentation des villes et du relief. Les missions sont en revanche identiques à celles proposés dans F-19 Stealth Fighter.

## Accueil
| F-117A Nighthawk Stealth Fighter 2.0 |      |       |
| Média                                | Pays | Notes |
| Gen4                                 | FR   | 83 %  |
| Joystick                             | FR   | 89 %  |
| Tilt                                 | FR   | 15/20 |